# Porichthys oculellus
Porichthys oculellus is een  straalvinnige vissensoort uit de familie van kikvorsvissen (Batrachoididae). De wetenschappelijke naam van de soort is voor het eerst geldig gepubliceerd in 1988 door Walker & Rosenblatt.
De soort staat op de Rode Lijst van de IUCN als Onzeker, beoordelingsjaar 2007.